# Punt van Vecten

Punt van Vecten

Het punt van Vecten is een driehoekscentrum en heeft kimberlingnummer X(485).
Maken we aan de zijden van driehoek ABC naar buiten gerichte vierkanten vast, en zijn de middelpunten van deze vierkanten de hoekpunten van een tweede driehoek, dan is die tweede driehoek de driehoek van Kiepert {\displaystyle {\mathcal {K}}_{\frac {\pi }{4}}}. Beide driehoeken zijn perspectief. Het perspectiviteitscentrum V1 heet het (eerste) punt van Vecten.

## Variatie
In plaats van naar buiten gerichte vierkanten kan men ook naar binnen gerichte vierkanten nemen. Het punt wat dan verkregen wordt, heet het tweede punt van Vecten, kimberlingnummer X(486).

## Eigenschappen
- De punten van Vecten liggen op de hyperbool van Kiepert.
- De punten van Vecten zijn collineair met het middelpunt van de negenpuntscirkel.
- Barycentrische coördinaten voor de punten van Vecten zijn, gebruikmakend van Conway-driehoeknotatie

{\displaystyle \left({\frac {1}{S_{A}\pm S_{\frac {\pi }{4}}}}:{\frac {1}{S_{B}\pm S_{\frac {\pi }{4}}}}:{\frac {1}{S_{C}\pm S_{\frac {\pi }{4}}}}\right),}
waarbij de + het eerste en de - het tweede punt van Vecten geeft.
- Een punt van Vecten is het hoogtepunt van de bijbehorende driehoek van Kiepert. Dit is af te leiden uit de stelling van Van Aubel, door driehoek ABC op te vatten als achtereenvolgens vierhoeken AABC, ABBC en ABCC.